# Abbaye Saint-Sébastien de Manglieu
 (août 2025).
L'abbaye Saint-Sébastien de Manglieu est une ancienne abbaye située sur la commune de Manglieu dans le département français du Puy-de-Dôme, en région Auvergne-Rhône-Alpes.

## Historique
L'église et le cloître marquent l'emplacement de l'ancienne abbaye de Manglieu, fondée au IXe siècle, protégée par Charlemagne, ravagée par les Normands, et transformée en bâtiments agricoles après sa fusion avec Cluny en 1716.

### Protection
Les vestiges du cloître sont inscrits au titre des monuments historiques par arrêté du 30 juillet 1963.